# P-TTL
P-TTL — режим управления фотовспышкой. Непосредственно перед съёмкой кадра автоматически делается предварительная очень короткая вспышка и, оценив экспозицию с помощью датчиков внутри фотоаппарата, камера автоматически настраивает мощность и продолжительность работы основной вспышки для съёмки самого кадра. Для работы этого режима необходимо чтобы P-TTL поддерживала и камера и фотовспышка.
Аббревиатура P-TTL используется в основном в камерах Pentax и Samsung. У других производителей названия этого режима вспышки отличаются. Например: Canon — E-TTL, Sigma — S-TTL. Все эти режимы (в отличие от TTL режима), несмотря на сходство принципа работы, не совместимы друг с другом по протоколам обмена данными между аппаратом и вспышкой.
Существуют и другие методы управления вспышкой: по серии предварительных импульсов разной мощности, по матричному замеру, по расстоянию до объекта и т. п.
Наличие предварительной вспышки приводит к тому, что некоторые люди при съёмке успевают отреагировать на предварительную вспышку и мигнуть, в результате их портреты получаются «полусонными». Этого недостатка нет в TTL режиме работы фотовспышки, где есть единственный — съёмочный импульс.
Переход производителей фототехники с TTL системы замера на системы замера с предварительным импульсом позволил отказаться от установки в камеры дополнительного датчика (P-TTL использует при предварительном импульсе основной датчик экспозамера)
P-TTL замер потенциально точнее, чем TTL, ибо не зависит от характера отражения света от плёнки или матрицы аппарата и позволяет лучше учесть внешнюю освещённость.
Фирма Pentax не приводит в документации точной величины интервала между предварительной вспышкой и основной.